# Janne Oinas
Janne Oinas (Turku, 27 november 1973) is een voormalig profvoetballer uit Finland, die speelde als verdediger gedurende zijn carrière. Hij beëindigde zijn actieve loopbaan in 2004 bij de Finse club FC Inter Turku.

## Interlandcarrière
Oinas kwam in totaal twee keer uit voor de nationale ploeg van Finland. Onder leiding van bondscoach Richard Møller Nielsen maakte hij zijn debuut op 5 februari 1998 in de vriendschappelijke uitwedstrijd tegen Cyprus (1-1) in Limassol, net als Mika Kottila, Teemu Tainio en Aki Riihilahti.

## Erelijst
TPS Turku
- Suomen Cup

1994
 Flora Tallinn
- Meistriliiga

1998
- Beker van Estland

1998